# Фриттовый фарфор

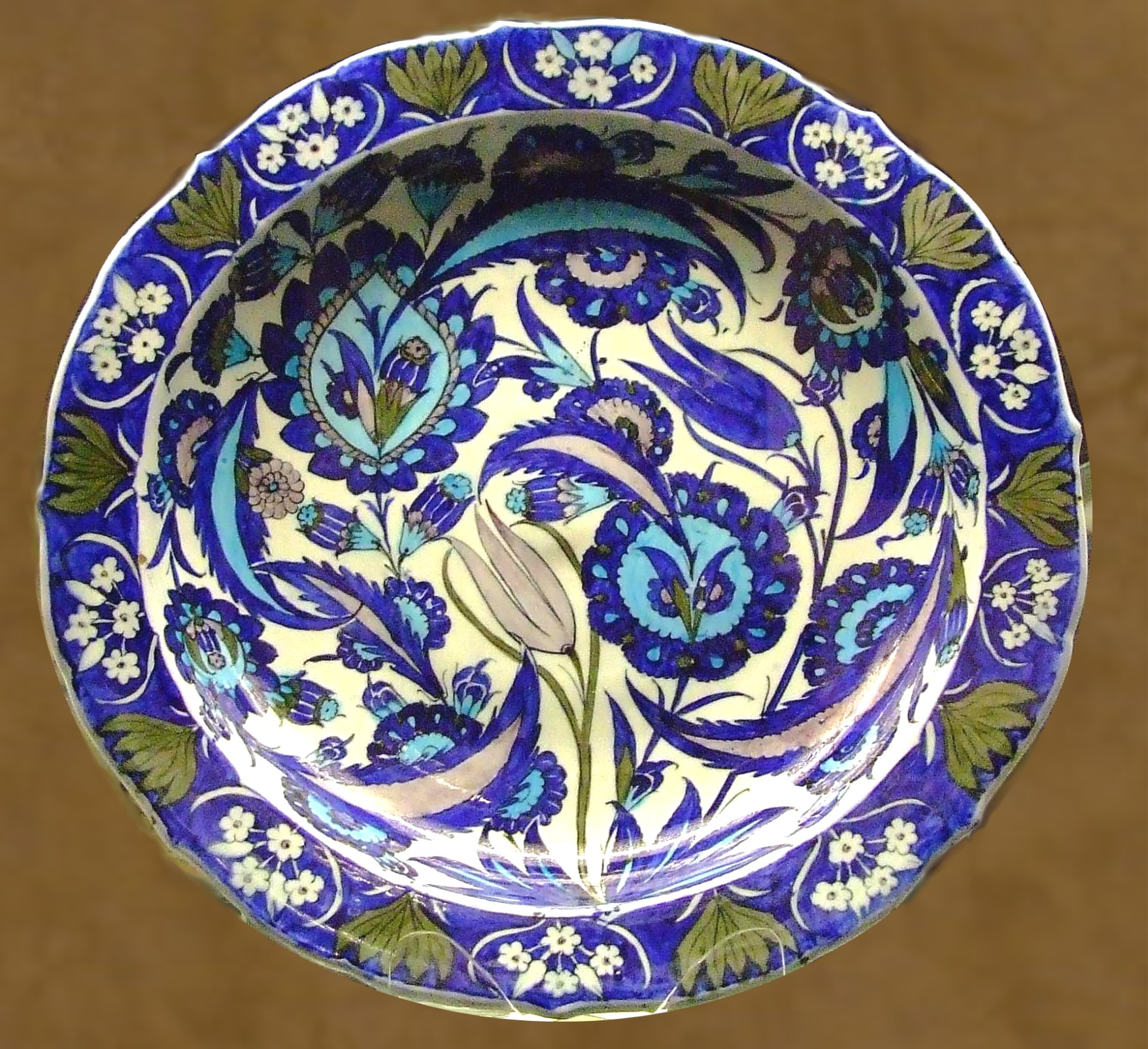
Изникская керамика, пример фриттового фарфора

Фриттовый фарфор, также известный как исламскoe стон-пасте — один из видов керамики, в котором к глине добавляют фритту (англ. Frit) (сплав смеси солей со стеклом), чтобы уменьшить температуру плавления. В результате смесь может обжигаться при более низкой температуре, чем просто глина.
Фриттовый фарфор относится к типу керамики, впервые разработанной на Ближнем Востоке, где её производство датируется концом первого тысячелетия нашей эры.